# Momidžigari
Momidžigari  (紅葉狩) je japonský zvyk konat na podzim výlety za účelem pozorovaní červeně zbarveného javorového listí. Slovo se odvozuje z japonského momidži "červené listí" a kari "lov". 
Pozorování se soustřeďuje zejména na listí japonského javoru dlanitolistého, který se na podzim  vyznačuje  nádherným karmínovým zabarvením. Vhodnými a proslavenými destinacemi pro sledování javorového listí jsou zejména okolí městečka Nikkó v blízkosti Tokia či město Arašijama blízko Kjóta.